# Abby Kortrijk

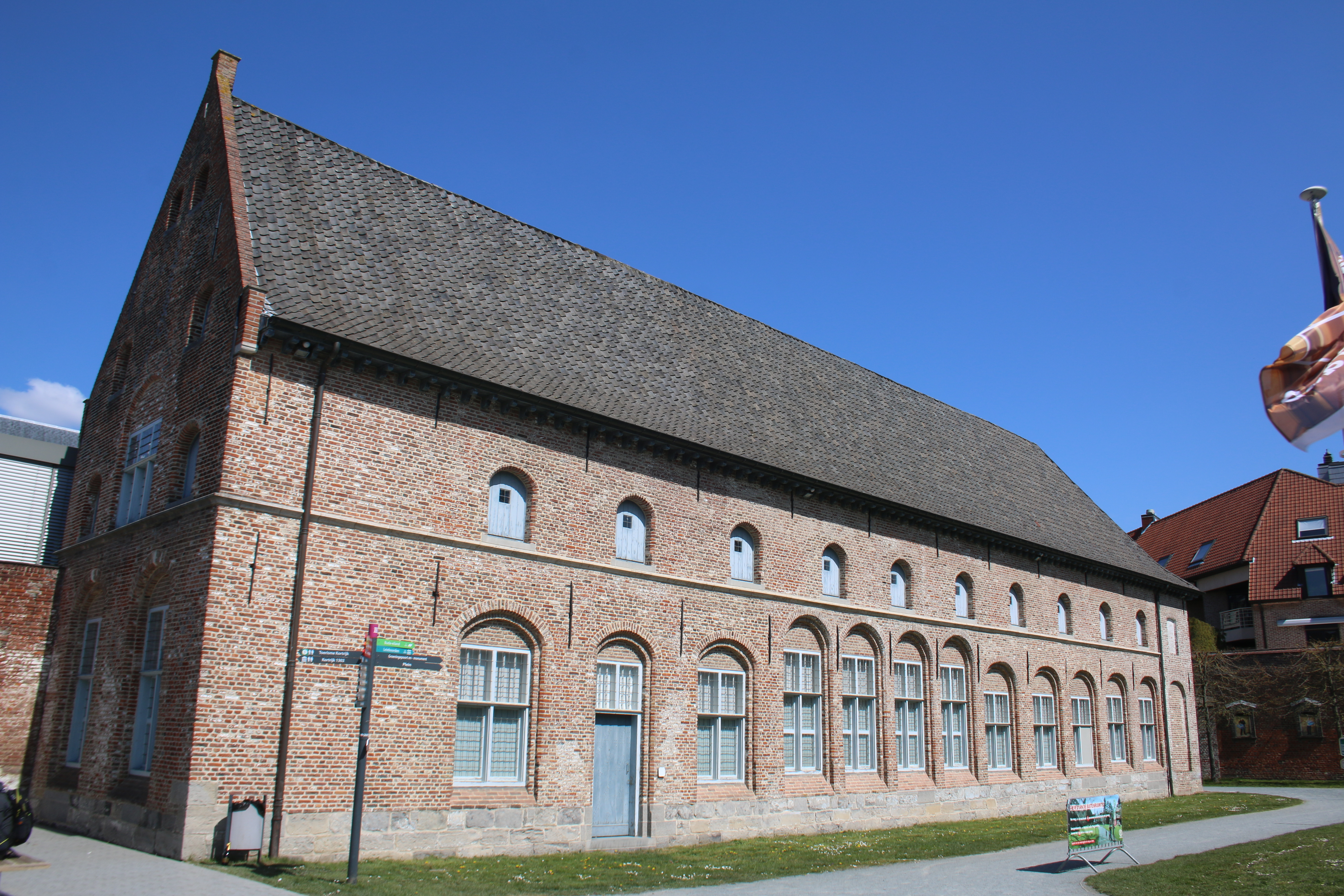
De voormalige Groeningeabdij

Abby Kortrijk is een museum voor beeldende kunst in het Belgische Kortrijk. Het museum is gevestigd in de voormalige Groeningeabdij en werd geopend in 2025, na 2,5 jaar verbouwingswerken die 18,8 miljoen euro hebben gekost. Bij de opening werd onder andere werk van Rinus Van de Velde getoond. De openingstentoonstelling F**klore. Reinventing tradition brengt de poëzie en absurditeit van het alledaagse, gekende en vertrouwde in beeld, en nodigt het publiek uit om het fenomeen ‘folklore’ vanuit een bijna antropologisch standpunt te bekijken.
Blikvanger van het museum is de afgeplatte piramide van het Abby Café, ontworpen door architecten Barozzi-Veiga.